# Buenavista de Cuéllar
Buenavista de Cuéllar är en kommunhuvudort i Mexiko.   Den ligger i kommunen Buenavista de Cuéllar och delstaten Guerrero, i den sydöstra delen av landet, 110 km söder om huvudstaden Mexico City. Buenavista de Cuéllar ligger 1 253 meter över havet och antalet invånare är 7 170.
Terrängen runt Buenavista de Cuéllar är kuperad västerut, men österut är den bergig. Runt Buenavista de Cuéllar är det ganska glesbefolkat, med 39 invånare per kvadratkilometer. Närmaste större samhälle är Iguala de la Independencia, 18,9 km sydväst om Buenavista de Cuéllar. I omgivningarna runt Buenavista de Cuéllar växer huvudsakligen savannskog.